# USS Tuscaloosa (CA-37)
USS Tuscaloosa byl těžký křižník třídy New Orleans sloužící během druhé světové války v americkém námořnictvu. Konstrukce lodi byla vylepšením předchozí třídy Northampton.
V letech 1935–1938 křižník sloužil v Pacifiku a zejména se účastnil námořních cvičení. Po vypuknutí války v roce 1939 Tuscaloosa operoval v Atlantiku, kde se podílel na hlídkování a dohledu na britské konvoje (tzv. Neutrality Patrol). Od dubna do září 1942 křižník operoval společně s britským domácím loďstvem v Severním Atlantiku a v listopadu téhož roku se účastnil spojeneckého vylodění v Severní Africe. V roce 1943 a první polovině roku 1944 křižník především eskortoval spojenecké konvoje v Atlantiku a v červnu 1944 podporoval spojenecké vylodění v Normandii. V srpnu 1944 pak Tuscaloosa podporoval spojenecké vylodění v jižní Francii. Od roku 1945 se křižník vrátil do Pacifiku, kde sloužil při podpoře vylodění na Iwo Jimě a Okinawě. V roce 1946 byl křižník vyřazen z aktivní služby a až do roku 1959 zůstával v rezervě. Poté byl sešrotován.